# La Très Excellente et Divertissante Histoire de François Rabelais
Pour plus de détails, voir Fiche technique et Distribution.
La Très Excellente et Divertissante Histoire de François Rabelais est un téléfilm français en deux parties réalisé par Hervé Baslé et diffusé le 8 juillet 2011 sur France 2.

## Fiche technique
- Réalisateur : Hervé Baslé
- Scénaristes : H. Baslé et Claude Gaignebet
- Pays :  France
- Durée :
  - 110 minutes (1re partie)
  - 110 minutes (2e partie)

## Distribution
- Michel Aumont : François Rabelais âgé
- Éric Elmosnino : François Rabelais jeune
- Bernadette Lafont : Amandine
- Anne Azoulay : la jolie veuve
- Jacques Boudet : Jean du Bellay
- Marcel Bozonnet : Jean Schyron
- Hervé Briaux : André Tiraqueau
- Olivier Broche : le frère libraire
- Jean-Noël Brouté : Guillemette
- Patrick Catalifo : Sébastien Gryphe
- Yann Collette : le chef des lépreux
- Paul Crauchet : le pape Paul III
- Roger Dumas : l'accusateur
- Philippe Duquesne : Frère Souillard
- Benjamin Egner : l'abbé Gravot
- Maryline Even : Margot, l'accoucheuse
- Thierry Hancisse : Antoine Rabelais, le père de François
- Martin Jobert : Rabelais adolescent
- Manuel Le Lièvre : Requiem
- Bruno Lochet : Frère Coupe-choux
- Virgile Lopes-Benites : Rabelais enfant
- Cylia Malki : Catherine Dussoul, mère de Rabelais
- André Marcon : l'oncle Frapin
- William Mesguich : Pierre de Ronsard
- Myriam Muller : Marguerite de Navarre
- Fabien Orcier : Rondelet
- Anthony Paliotti : Pierre Lamy
- Michel Pilorgé : le frère gardien
- Laurent Prévot : Étienne Dolet
- Antoine Régent : Geoffroy d'Estissac
- Olivier Saladin : Frère Lessu
- Raoul Schlechter : Louis de Berquin
- Hervé Sogne : Bouchard
- Chloé Stefani : Princesse d'amour
- Sébastien Tasch : François Ier
- Emilien Tessier : Guillaume Budé